# NGC 7623
NGC 7623 (другие обозначения — PGC 71132, UGC 12526, MCG 1-59-56, ZWG 406.75, NPM1G +08.0554) — линзообразная галактика (S0) в созвездии Пегас.
Этот объект входит в число перечисленных в оригинальной редакции «Нового общего каталога».